# O Castelo de Otranto

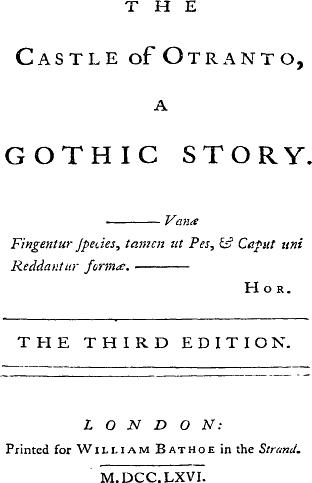
Capa da terceira edição de O Castelo de Otranto, publicada em 1766, por William Bathoe, de Londres, Inglaterra.

O Castelo de Otranto (em Inglês, The Castle of Otranto) é um romance de 1764 escrito por Horace Walpole. É o primeiro romance da literatura gótica, tendo inspirado muitos autores posteriores, como Ann Radcliffe, Bram Stoker, Daphne du Maurier e Stephen King. Na primeira edição Walpole simulou tratar-se de uma tradução de um manuscrito italiano medieval. Na edição subsequente reconhece a autoria e explica que tentou mesclar os dois tipos de romance, o antigo, dominado pela imaginação, e o moderno, fiel à realidade. Resulta uma mistura do sobrenatural, visões fantasmagóricas, fatos inexplicáveis, por um lado, com as paixões, intrigas e psicologia próprias das pessoas de carne e osso, por outro lado.  A mansão neogótica do autor em Strawberry Hill pode ser visitada até hoje. "Uma fantasia que transcorre na Idade Média cavalheiresca, o romance lida com emoções violentas, levando seus personagens ao limite psicológico. Crueldade, tirania, erotismo, usurpação — tudo isso se tornou, com o cenário, típico das narrativas góticas".

## História
O Castelo de Otranto foi escrito no ano de 1764 quando Walpole servia como membro do parlamento britânico representando a região constituinte de King's Lynn(que foi extinta em 1974). Walpole era fascinado com o período histórico medieval, o que o motivou a construir sua mansão de estilo neogótico em Strawberry Hill em 1749.
A primeira edição do romance foi inicialmente dita como a tradução de um manuscrito italiano impressa em Nápoles em 1529 e possuía uma escrita propositalmente arcaica para reforçar essa ideia. Foi dito que a história contida nesse manuscrito era originalmente de um período ainda mais antigo, datando a época das cruzadas.
Foi a partir da segunda edição que Walpole passou a admitir publicamente a própria autoria da história - na década de 1760 era dito que ficção era uma perda de tempo para um cavalheiro.
A história foi um sucesso na época e inspirou outros autores contemporâneos à Walpole como Clara Reeve com a obra The Old English Baron em 1778, Matthew Gregory Lewis com o livro O Monge em 1796 e Jane Austen com sua obra Northanger Abbey escrita em 1798.

## Enredo
O Castelo de Otranto narra a história do príncipe Manfredo e sua família. O livro começa no dia do casamento de seu doentio filho Conrado com a princesa Isabela. Pouco antes do casamento, porém, Conrado é esmagado e morto por um elmo gigante que cai do alto. O evento inexplicável é particularmente agourento à luz de uma antiga profecia de que "o castelo e o título de príncipe de Otranto deixariam de pertencer à atual família se o proprietário real se tornasse grande demais para habitá-lo". Manfredo, temendo que a morte de Conrado sinalizasse o início do fim de sua linhagem, resolve evitar a destruição casando-se ele próprio com Isabela e se divorciando da atual esposa Hipólita, que não conseguiu lhe dar um herdeiro adequado.
Porém, quando Manfredo tenta possuir Isabela, esta foge para uma igreja com a ajuda de um camponês chamado Teodoro. Manfredo ordena a morte de Teodoro enquanto conversa com o frade Jerônimo, que acolheu Isabela na igreja. Quando Teodoro tira a camisa para ser morto, Jerônimo reconhece uma marca sob o ombro e identifica-o como seu próprio filho. Ele implora pela vida do filho, mas Manfredo diz que só o poupará se o religioso entregar a donzela fugitiva. São interrompidos por uma trombeta e a chegada de cavaleiros de outro reino que vieram buscar Isabela. Isso leva os cavaleiros e Manfredo a correrem atrás de Isabela.
Teodoro, tendo sido trancafiado em uma torre por Manfredo, é libertado por Matilda, última filha sobrevivente do príncipe. Ele corre para a igreja subterrânea e acha Isabela. Esconde-a numa caverna para protegê-la de Manfredo e luta com um dos cavaleiros misteriosos. Teodoro fere gravemente o cavaleiro, que se revela como sendo Frederico, marquês de Vicenza, pai de Isabela. Com isso, todos sobem ao castelo para resolver as coisas. Frederico apaixona-se por Matilda, e ele e Manfredo começam a entrar num acordo para que cada um despose a filha do outro. Manfredo, suspeitando de que Isabela vem se encontrando secretamente com Teodoro na igreja, arma-se de um punhal e vai até lá, onde Matilda está se encontrando com Teodoro. Pensando que sua filha é Isabela, apunhala-a. Revela-se então que Teodoro é o verdadeiro príncipe de Otranto, e Matilda morre, deixando Manfred arrependido. Teodoro reclama o que lhe é de direito e acaba desposando Isabela porque ela é a única capaz de entender sua verdadeira tristeza.